# Ernstmayria apostolostrichasi
Espèce
Ernstmayria apostolostrichasi est une espèce de pseudoscorpions de la famille des Neobisiidae.

## Distribution
Cette espèce est endémique de Crète en Grèce. Elle se rencontre vers Ierápetra.

## Publication originale
- Ćurčić, Dimitrijević, Legakis, Makarov, Tomić, Ćurčić, Mitić & Lučić, 2006 : Ernstmayria apostolostrichasi n.g., n.sp. (Neobisiidae, Pseudoscorpiones), a new "living fossil" from Crete, with remarks on evolution and phylogeny of some Aegean false scorpions. Periodicum Biologorum, vol. 108, no 1, p. 37-45.